# Douglas Aircraft Company
Công ty Máy bay Douglas (tiếng Anh: Douglas Aircraft Company) là một công ty hàng không vũ trụ của Mỹ có trụ sở tại Southern California. Công ty thành lập năm 1921 bởi Donald Wills Douglas Sr. và sau đó sáp nhập với McDonnell Aircraft vào năm 1967 để trở thành McDonnell Douglas. Từ đây, Douglas aircraft trở thành một bộ phận của McDonnell Douglas. McDonnell Douglas về sau sáp nhập vào Boeing năm 1997.

## Lịch sử

### Những năm 1920
Công ty được thành lập vào ngày 22/7/1921 bởi Donald Wills Douglas Sr. tại Santa Monica, California, sau khi công ty Davis-Douglas Company bị giải thể. Douglas Aircraft nổi tiếng nhờ việc máy bay của Douglas đã thực hiện chuyến bay vòng quanh thế giới đầu tiên vào năm 1924. Vào năm 1923, U.S. Army Air Service tỏ ra quan tâm tới ý tưởng thực hiện sứ mệnh bay vòng quang thế giới bằng máy bay, chuyến bay còn có tên gọi "World flight". Donald Douglas đề xuất sử dụng chiếc Douglas DT cải tiến để thực hiện nhiệm vụ này. Đây là loại máy bay ném ngư lôi hai tầng cánh hai người lái buồng lái hở, vốn đang trang bị cho Hải quân Mỹ. Những chiếc DT được chọn từ dây chuyền sản xuất máy bay của Douglas tại Rock Island, Illinois, và Dayton, Ohio, sau đó được sửa đổi cho nhiệm vụ bay vòng quanh thế giới.
Chiếc máy bay sau khi sửa đổi có tên gọi Douglas World Cruiser (DWC), cũng là dự án đầu tiên do Jack Northrop thiết kế, theo đó ông đã thiết kế hệ thống nhiên liệu cho dòng máy bay này. Sau khi nguyên mẫu thử nghiệm được chuyển tới và tiến hành các thử nghiệm thành công, Không quân-Lục quân Mỹ đã đặt hàng Douglas chế tạo 4 chiếc. Để đảm bảo cho việc thực hiện bay vòng quanh thế giới, các bộ phận của máy bay, trong đó bao gồm 15 động cơ Liberty L-12, 14 cầu phao, và các bộ phận khung thân đủ để lắp ráp thêm hai máy bay đã được đặt tại các sân bay dọc tuyến bay. Những chiếc máy bay này đã được gửi tới cho Lục quân Mỹ vào ngày 11/3/1924.
Bốn chiếc DT khởi hành từ Seattle, bang Washington vào ngày 6/4/1924, hướng về phía Tây, và quay trở lại Seattle vào ngày 28/9/1924 trong sự hân hoan của công chúng mặc dù có một chiếc đã bị buộc phải đáp xuống Đại Tây Dương và bị chìm. Sau khi thực hiện chuyến bay vòng quanh thế giới thành công, Army Air Service đã đặt hàng thêm sáu chiếc DT làm máy bay trinh sát. Sự thành công của chuyến bay vòng quanh thế giới đã khiến Douglas Aircraft Company trở thành một trong những công ty chế tạo máy bay lớn trên thế giới và đây cũng là câu chuyện làm ra đời câu slogan của công ty "First Around the World – First the World Around".
Douglas ban đầy sử dụng logo là sự kết hợp của hai chữ cái "D" cùng với đôi cánh, hai chữ cái D kết hợp với nhau tạo thành trái tim để tượng trưng cho dòng họ Douglas của Scotland. Sau khi thực hiện thành công chuyến bay vòng quanh thế giới, công ty đã sử dụng logo trong đó thể hiện ba chiếc máy bay đang bay vòng quanh địa cầu, sau đó logo thay đổi thành một chiếc máy bay, một tên lửa, và quả địa cầu. Logo này được McDonnell Douglas sử dụng vào năm 1967, và trở thành cơ sở logo của Boeing hiện tại sau khi Boeing và McDonnell Douglas sáp nhập vào năm 1997.

### Trước chiến tranh
Douglas Aircraft đã thiết kế và chế tạo nhiều loại máy bay chiến đấu khác nhau cho quân đội Mỹ, bao gồm Hải quân, Không quân Lục quân, Thủy quân lục chiến, Không quân, và lực lượng phòng vệ bờ biển.
Ban đầu, công ty đã thiết kế và chế tạo các máy bay ném ngư lôi cho Hải quân Mỹ, tuy nhiên công ty cũng tham gia phát triển nhiều loại máy bay khác nhau, bao gồm máy bay trinh sát và máy bay đưa thư. Trong vòng 5 năm, công ty duy trì năng lực sản xuất khoảng 100 máy bay/năm. Trong số các kỹ sư làm việc tại Douglas có Ed Heinemann, "Dutch" Kindelberger, Carl Cover, và Jack Northrop, người về sau đã thành lập Northrop Corporation.
Công ty vẫn duy trì các hợp đồng sản xuất quốc phòng, và mở rộng sang chế tạo máy bay lưỡng cư vào cuối những năm 1920, đồng thời cũng chuyển các nhà máy sản xuất đến Clover Field tại Santa Monica, California. Tổ hợp sân bay Santa Monica là rất lớn, đến mức các nữ nhân viên đưa thư phải sử dụng giày trượt patin để chuyển thư trong công ty. Đến cuối chiến tranh thế giới II, các cơ sở sản xuất của Douglas bao gồm tại Santa Monica, El Segundo, Long Beach, và Torrance, California, Tulsa và Midwest City, và Chicago, Illinois.

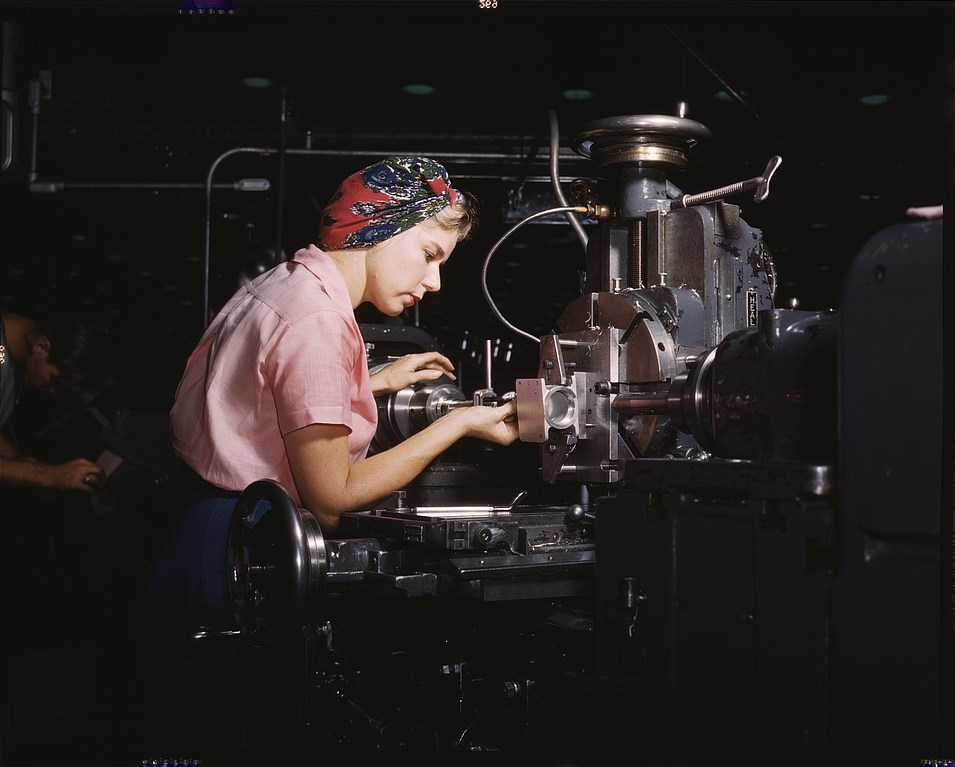
Các nữ công nhân đang vận hành máy cơ khí tại nhà máy của Douglas Aircraft, Long Beach, California trong thời gian diễn ra chiến tranh thế giới II. Do hàng ngàn công nhân nam đã đi lính nên công ty thuê phụ nữ làm việc trong các phân xưởng sản xuất, với tỉ lệ sử dụng 40% lao động là nữ.

INăm 1934, Douglas sản xuất một máy bay vận tải hai động cơ thương mại, chiếc Douglas DC-2, sau đó là chiếc DC-3 nổi tiếng vào năm 1936. Nhiều loại máy bay do Douglas sản xuất bao gồm máy bay vận tải, máy bay ném bom hạng nhẹ và hạng trung, máy bay chiến đấu, vận tải, máy bay trinh sát, và máy bay thử nghiệm.
Công ty nổi tiếng nhất với loạt máy bay thương mại "DC" (Douglas Commercial), bao gồm Douglas DC-3, cũng được chế tạo cho mục đích vận chuyển quân sự và C-47 Skytrain hay "Dakota" được quân đội Anh sử dụng.

### Chiến tranh thế giới II

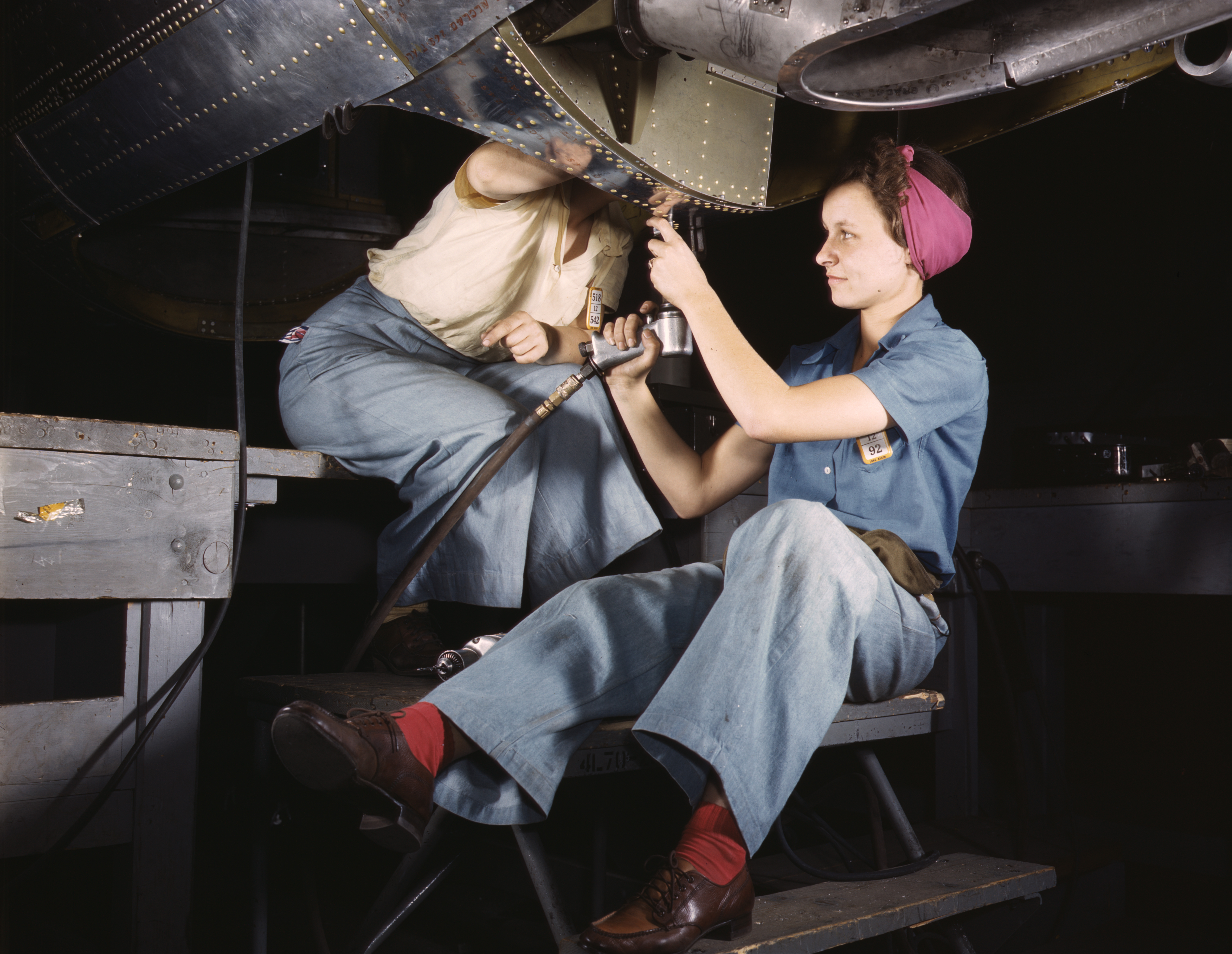
Nữ công nhân đang làm việc trong dây chuyền sản xuất máy bay ném bom, Douglas Aircraft Company, Long Beach, California, tháng 10 năm 1942

Trong suốt thế chiến II, Douglas đã tham gia liên doanh BVD (Boeing-Vega-Douglas) để sản xuất máy bay ném bom B-17 Flying Fortress. Sau khi chiến tranh kết thúc, Douglas đã tham gia chế tạo theo giấy phép mẫu thiết kế máy bay ném bom B-47 Stratojet của Boeing, tại nhà máy chế tạo máy bay thuộc sở hữu nhà nước ở Marietta, Georgia.
Chiến tranh thế giới thứ hai là một động lực phát triển của Douglas. Douglas xếp thứ năm trong số các tập đoàn sản xuất máy bay của Mỹ về tổng giá trị hợp đồng chế tạo máy bay quân sự. Công ty đã sản xuất gần 30.000 máy bay từ năm 1942 đến 1945, và lực lượng lao động của công ty đã tăng lên 160.000 người. Công ty đã sản xuất một số loại máy bay bao gồm C-47 Skytrain, DB-7 (còn gọi là A-20, Havoc hay Boston), máy bay ném bom bổ nhào Douglas SBD Dauntless, và chiếc A-26 Invader.

### Sau chiến tranh

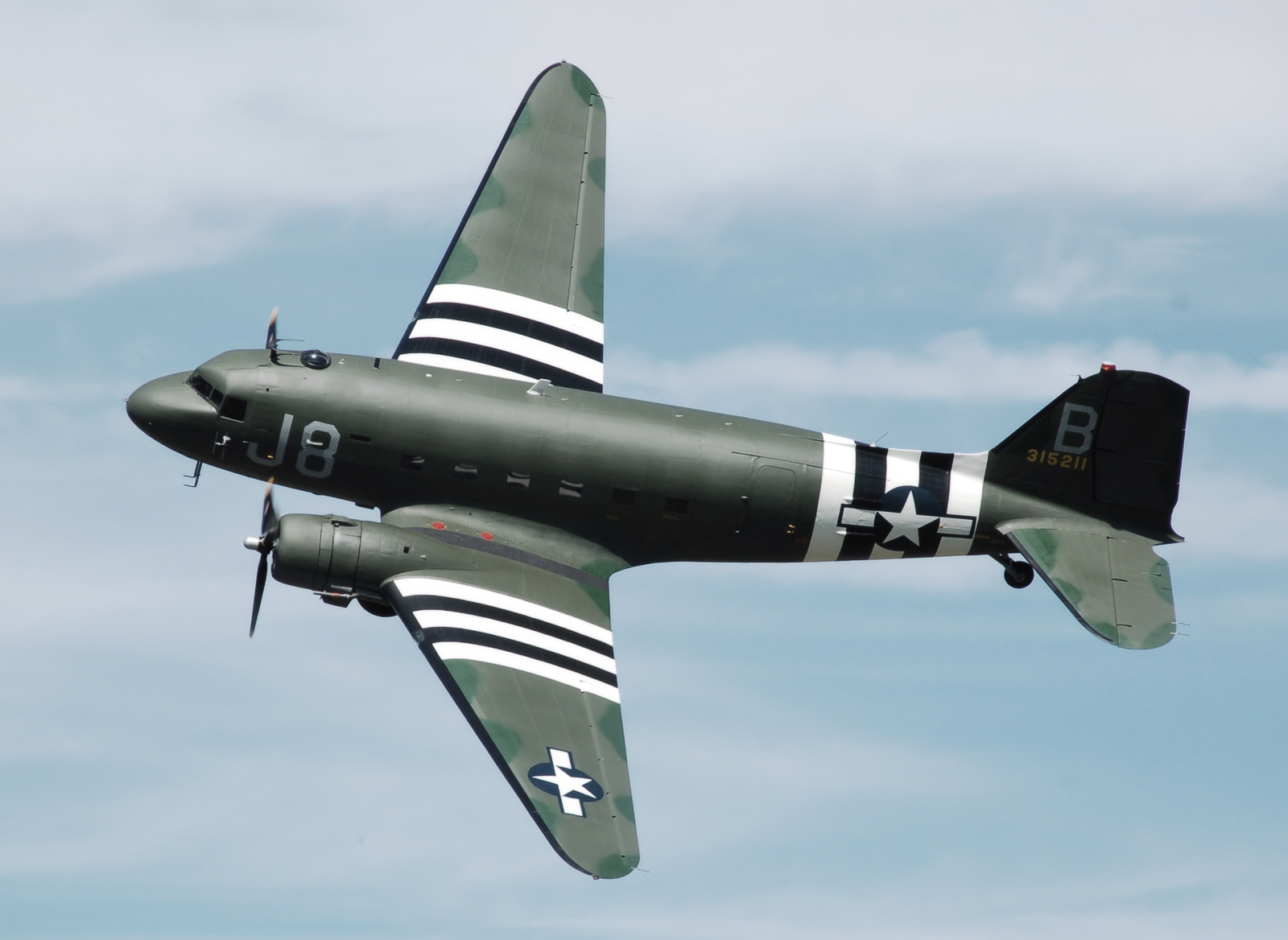
Một chiếc máy bay C-47A Skytrain, phiên bản quân sự của DC-3, đang bay trình diễn tại Anh vào năm 2010.

Douglas Aircraft đã phải chịu sự cắt giảm vào giai đoạn cuối cuộc chiến, do chính phủ ngừng đặt hàng chế tạo máy bay và lượng máy bay sản xuất được đã dư thừa. Do đó công ty buộc phải cắt giảm lực lượng công nhân viên lên tới 100.000 người.
United States Army Air Forces thành lập 'Project RAND' (Research ANd Development) với mục đích nghiên cứu và phát triển các vũ khí có tầm nhìn dài hơi trong tương lai. Tháng 3 năm 1946, Douglas Aircraft Company đã dành được hợp đồng nghiên cứu chế tạo các máy bay có phạm vi tác chiến liên lục địa. Project RAND sau này trở thành Tập đoàn RAND.
Douglas tiếp tục phát triển các mẫu máy bay mới, gồm có máy bay bốn động cơ Douglas DC-6 (1946) và máy bay chở khách thương mại cánh quạt cuối cùng của hãng, chiếc Douglas DC-7 (1953). Công ty sau đó bắt đầu bước vào kỷ nguyên chế tạo máy bay phản lực, theo đó công ty chế tạo chiếc máy bay phản lực cánh thẳng F3D Skyknight-chiếc máy bay phản lực đầu tiên của Mỹ vào năm 1948 và sau đó là chiếc F4D Skyray năm 1951. Douglas cũng tham gia sản xuất máy bay phản lực chở khách, bao gồm Douglas DC-8 (1958) để cạnh tranh với Boeing 707.
Douglas là người tiên phong trong các lĩnh vực hàng không có liên quan khác, như ghế phóng thoát hiểm cho máy bay chiến đấu, tên lửa không đối không, tên lửa phòng không, và tên lửa không đối đất, ống phóng rocket, bom, và giá bom.
Công ty đã tham gia vào lĩnh vực chế tạo tên lửa vào những năm 1950. Douglas đã chuyển từ sản xuất rocket không đối không và tên lửa sang chế tạo toàn bộ hệ thống tên lửa, nổi bật là dự án chế tạo tên lửa phòng không Nike vào năm 1956, và là nhà thầu chính của chương trình chế tạo tên lửa đạn đạo phóng từ máy bay GAM-87 Skybolt và chương trình phát triển tên lửa đạn đạo Thor. Douglas cũng tham gia các dự án thiết kế cho NASA, nổi tiếng nhất là thiết kế tầng đẩy S-IVB cho tên lửa đẩy Saturn IB và Saturn V.

### Sáp nhập
Vào năm 1967, công ty Douglas Aircraft gặp khó khăn trong việc mở rộng sản xuất để đáp ứng nhu cầu đối với máy bay chở khách DC-8, DC-9 và máy bay cường kích A-4 Skyhawk. Công ty cũng đang phải vật lộn với các vấn đề về chất lượng và dòng tiền cũng như chi phí phát triển DC-10, cũng như tình trạng thiếu hụt do Chiến tranh Việt Nam. Trong hoàn cảnh đó, Douglas rất dễ tiếp nhận lời đề nghị từ Tập đoàn máy bay McDonnell. Ngày 28 tháng 4 năm 1967, sau gần 4 năm đàm phán sáp nhập, hai công ty đã hợp nhất thành McDonnell Douglas Corporation.
Việc sáp nhập hai công ty là rất phù hợp. McDonnell là một nhà thầu quốc phòng lớn, nhưng hầu như không có hoạt động kinh doanh dân sự. Các hợp đồng thương mại của Douglas sẽ cho phép McDonnell chịu được bất kỳ sự suy thoái nào trong hoạt động mua sắm. Ngược lại, McDonnell có đủ doanh thu để giúp giải quyết các vấn đề tài chính của Douglas; ngay sau khi thông báo sáp nhập, McDonnell đã mua 1,5 triệu cổ phiếu của Douglas để giúp Douglas đáp ứng "các yêu cầu tài chính tức thời."
Trụ sở công ty mới được đặt tại trụ sở của McDonnell tại St. Louis, Missouri. Donald Douglas trở thành chủ tịch danh dự của công ty sau khi sáp nhập, một chức vụ mà ông sẽ giữ cho đến khi qua đời vào năm 1981. Douglas Aircraft tiếp tục là công ty con thuộc sở hữu hoàn toàn của McDonnell Douglas, với con trai của Douglas, Donald Jr., là chủ tịch. Cựu chủ tịch McDonnell, David Lewis trở thành chủ tịch của Douglas Aircraft. Sự sáp nhập của bộ phận này cho phép ông trở thành chủ tịch của McDonnell Douglas vào năm 1969. Trong khi đó, bộ phận không gian và tên lửa của Douglas trở thành một phần của công ty con mới có tên là McDonnell Douglas Astronautics Company.
McDonnell Douglas về sau sáp nhập vào công ty đối thủ là Boeing vào năm 1997. Boeing sáp nhập Douglas Aircraft vào bộ phận phát triển máy bay thương mại, và cái tên Douglas Aircraft đã không còn nữa sau 76 năm tồn tại. Chiếc máy bay thương mại cuối cùng do nhà máy tại Long Beach chế tạo là dòng Boeing 717 (thế hệ thứ ba của Douglas DC-9), đã ngừng sản xuất vào tháng 5/2006. Tính đến năm 2011, dòng máy bay Boeing C-17 Globemaster III là dòng máy bay duy nhất còn được lắp ráp tại Long Beach; chiếc C-17 cuối cùng được lắp ráp vào cuối năm 2015. Hiện nay logo cũ của Douglas Aircraft vẫn còn được giữ lại ở nhà máy sản xuất máy bay tại Long Beach.

## Danh sách

### Máy bay
- Douglas 1211-J
- Douglas 2229
- Douglas A-1 Skyraider (1945)
- Douglas XA-2 (khoảng 1926)
- Douglas A-3 Skywarrior (1952)
- Douglas A-4 Skyhawk (1954)
- Douglas A-20 Havoc (1938)
- Douglas A-26 Invader (1942)
- Douglas A-33 (1941)
- Douglas A2D Skyshark (1950)
- Douglas Y1B-7, B-7, O-35 (1931)
- Douglas B-18 Bolo (1935)
- Douglas XB-19 (1941)
- Douglas XB-22 (1930s)
- Douglas B-23 Dragon (1939)
- Douglas XB-31

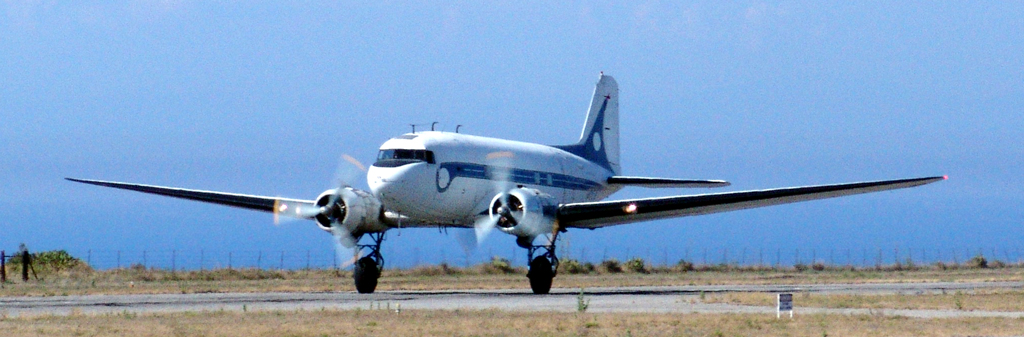
Douglas DC-3

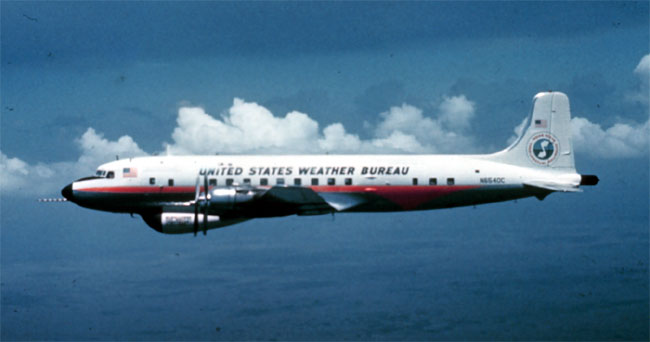
Douglas DC-6

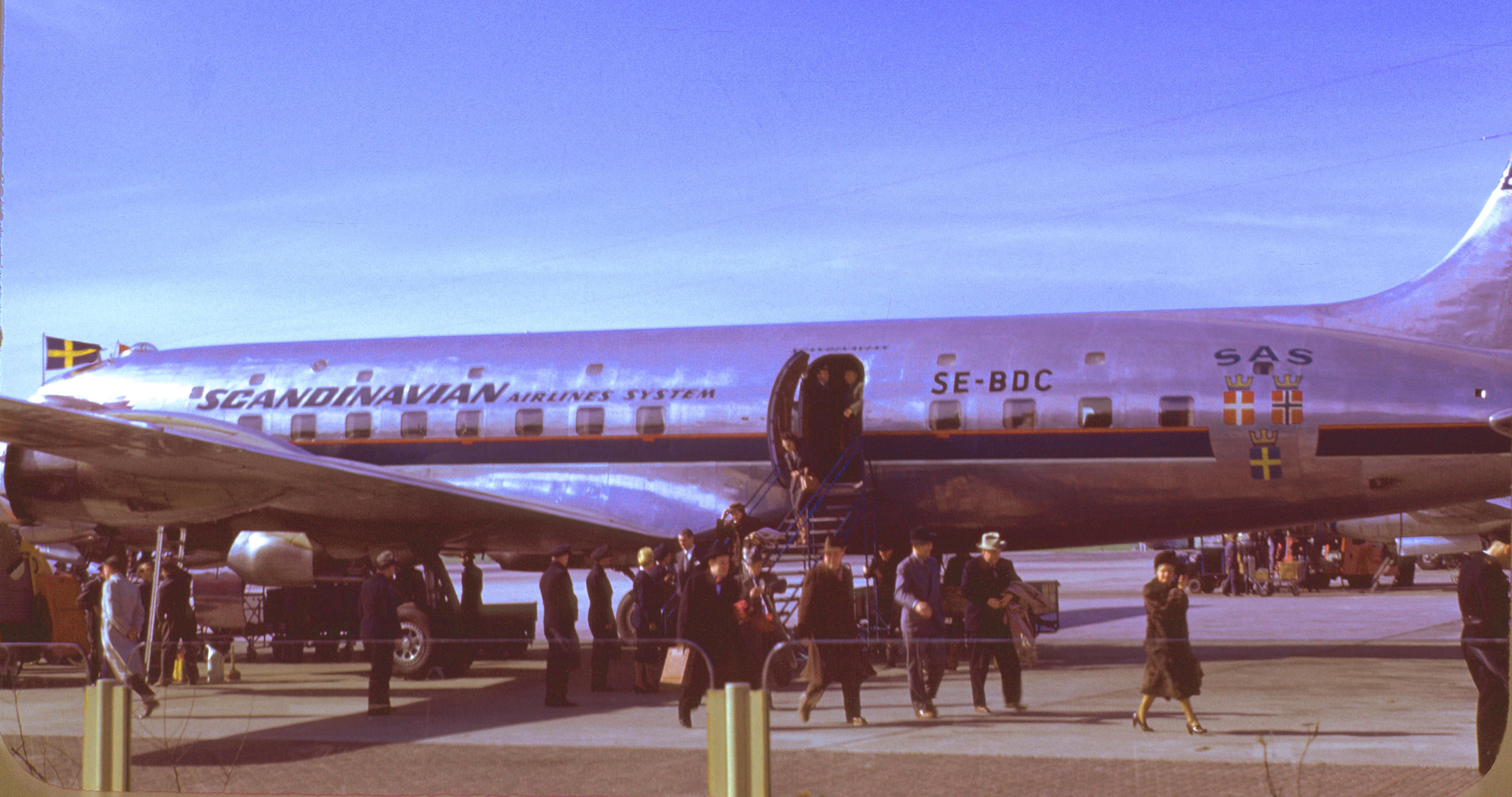
Máy bay chở khách SAS DC-6

- Douglas XB-42 Mixmaster, XA-42 Mixmaster (1944)
- Douglas XB-43 Jetmaster (1946)
- Douglas B-66 Destroyer (1954)
- Douglas BTD Destroyer
- Douglas C-1 (1925)
- Douglas C-47 Skytrain
  - Douglas AC-47 Spooky
  - Douglas XCG-17
- Douglas C-54 Skymaster (1942)
- Douglas C-74 Globemaster (1945)
- Douglas C-124 Globemaster II (1949)
- Douglas C-132 (1957, hủy bỏ)
- Douglas C-133 Cargomaster (1956)
- Douglas Cloudster (1921)
- Douglas Cloudster II (1947)
- Douglas D-558-1 Skystreak (1947)
- Douglas D-558-2 Skyrocket (1948)
- Douglas D-906
- Douglas DA-1 Ambassador (1928)
- Douglas DC-1 (1933)
- Douglas DC-2 (1934)
- Douglas DC-3 (1935)
  - Dòng máy bay Douglas DC-3
- Douglas DC-4E (1938)
- Douglas DC-4 (1939; thiết kế mới không liên quan đến DC-4E)
  - Dòng máy bay Douglas DC-4]]
- Douglas DC-5 (1939)
- Douglas DC-6 (1946)
- Douglas DC-7 (1953)
- Douglas DC-8
- Douglas DC-8 (1958)
- Douglas DF (1930s)
- Douglas DT (1921)
- Douglas Dolphin (1930)
- Douglas XFD (1933)
- Douglas F3D Skyknight (1948)
- Douglas F4D Skyray (1951)
- Douglas F5D Skylancer (1956)
- Douglas F6D Missileer (1959, canceled)
- Douglas M-1 (1925)
- Douglas O-2 (1924)
- Douglas O-31 (1930)
- Douglas O-38 (1931)
- Douglas O-43 (1934)
- Douglas O-46 (1936)
- Douglas O2D (1934)
- Douglas YOA-5 (1935)
- Douglas XP-48
- Douglas XP3D (1935)
- Douglas SBD Dauntless (1938)
- Douglas XT-30
- Douglas T2D (1927)
- Douglas XT3D (1931)
- Douglas TBD Devastator (1935)
- Douglas XTB2D Skypirate (1945)
- Douglas World Cruiser (DWC) (1923)
- Douglas X-3 Stiletto (1952)

#### McDonnell Douglas
- DC-9 (1965)
- DC-10 (1971)
- YC-15 (1975)
- MD-80 (1980)
- MD-11 (1990)
- C-17 Globemaster III (1991)
- MD-90 (1993)

### Tên lửa và tàu vũ trụ
- Roc I
- AAM-N-2 Sparrow I (1948)
- Tên lửa MIM-3 Nike Ajax (1959)
- MGM-5 Corporal
  - WAC Corporal
- MIM-14 Nike Hercules
- Thor (dòng tên lửa)
  - PGM-17 Thor
  - Thor-Able
  - Thor-Ablestar
  - Thor-Agena
  - Thorad-Agena
  - Thor DSV-2
  - Thor DSV-2U
  - Thor-Burner
  - Thor-Delta
- LIM-49 Spartan
- Hệ thống phòng thủ tên lửa Nike Zeus
- GAM-87 Skybolt
- MGR-1 Honest John
- AIR-2 Genie (1956)
- MGR-3 Little John
- Delta
- Douglas SASSTO
- tầng đẩy S-IV tên lửa Saturn
- tầng đẩy S-IVB tên lửa Saturn
- Trạm vũ trụ Manned Orbiting Laboratory